# 横田純
横田 純（よこた じゅん、1985年9月10日 - ）は、SYUPRO-DXに所属する日本のゲームクリエイター、シナリオライター、脚本家、劇作家、俳優。埼玉県飯能市出身。

## 来歴
高校卒業後、同級生の浜中剛を誘いプロダクション人力舎が運営する芸人養成所スクールJCAに入学。しかし、横田は入学早々講師と喧嘩をし「俳優になりたい」と言い、浜中を残してすぐに辞めてしまう。
2010年、劇団「マクガフィンズ」を結成。ほぼ全ての上演作品の脚本を担当し、自ら役者として出演もしていた。小劇場での活動の傍ら、音信不通になっていた浜中と再会。今度は浜中が「アプリ作ろうよ」と横田を誘い、2011年、SYUPRO-DXとしての活動を開始する。当初はCVとしての参加が多かったが、2013年『あなたってよく見るとドブネズミみたいな顔してるわね』から本格的にゲームシナリオの制作に着手。以後、ノベライズ、コミカライズの原作等も手がける。

## 人物
温泉好き。岐阜にある日本一ソフトウェアを訪れた際、「せっかく来たから帰りに温泉に寄りたい」といって同僚を先に帰し、一人で温泉に向かったことがある。
話を作る時は最初にタイトルを付けてから書き始めるが、そのまま発表されることはなく、話を書き終えてから100個以上の案を出してタイトルを変更する。
シナリオは子供から大人まで誰が見てもわかるものにしたいので、「あの人が見たらどう思うか？」をしつこく考える。
好きな野球選手は川﨑宗則。

## 主な作品

### ゲーム
- あなたってよく見るとドブネズミみたいな顔してるわね（2013年5月16日、iOS・Android）- 企画、シナリオ
- 奴は四天王の中で最も金持ち（2014年10月30日、iOS・Android）- 企画、シナリオ
- 彼女は最後にそう言った（2015年5月10日、iOS・Android）- ディレクター、シナリオ
- 世界一長い5分間（2016年7月28日、PlayStation Vita／2018年2月14日、Steam／2018年4月26日、Nintendo Switch　発売：日本一ソフトウェア）- 企画、シナリオ
- 終わらない夕暮れに消えた君（2017年3月31日、iOS・Android）- 企画、シナリオ
- DESTINY CONNECT（2019年3月14日、PlayStation 4・Nintendo Switch　発売：日本一ソフトウェア）- 企画、シナリオ
- ココロインサイド（2020年8月13日、iOS・Android）- 企画、シナリオ

### 舞台
- 男女（2010年）
- punctum プンクトゥム（2010年）
- お願いだから殴らないで（2011年）
- 全部ホントで全部ウソ（2011年）
- こうして二人は幸せになりました、とさ（2012年）
- 僕から見れば僕が正しい、君から見れば君が正しい（2012年）
- 何度もすみません（2013年）
- かわいいはつくれる、かわいいはつかれる、鏡に映ったわたしで泣ける（2014年）
- 私のステータス低すぎ大戦（2017年）

### 漫画
- あなたってよく見るとドブネズミみたいな顔してるわね（コミッククリア 2016年5月 - 2017年5月、エンターブレイン）- 原作

### 小説
- あなたってよく見るとドブネズミみたいな顔してるわね（2015年2月23日、リンダパブリッシャーズ）